# Länna församling, Strängnäs stift
Länna församling var en församling i Strängnäs stift och i Strängnäs kommun i Södermanlands län. Församlingen uppgick 2002 i Åker-Länna församling.

## Administrativ historik
Församlingen har medeltida ursprung. 
Församlingen utgjorde tidigt och fram till efter 1428 ett eget pastorat för att därefter till 1574 vara annexförsamling i pastoratet Åker, Ärja och Länna. Från 1574 till 1581 utgjorde församlingen ett eget pastorat för att därefter till 1845 åter vara annexförsamling i pastoratet Åker, Ärja och Länna. Från 1845 till 2002 annexförsamling i pastoratet Åker och Länna. Församlingen uppgick 2002 i Åker-Länna församling.

## Kyrkor
- Länna kyrka